# Legion (dæmon)
 For alternative betydninger, se Legion (flertydig). (Se også artikler, som begynder med Legion)
Legion var navnet på den gruppe dæmoner, som Jesus og hans disciple stødte på i Gerasenernes land (som lå på østbredden af Genesaret sø - i hedninge land) i en passage i Biblen. I følge beretningen møder de en mand, med en uren ånd, som løber rundt mellem gravene. Den lokale befolkning har forsøgt at lænke ham, men det holder ham ikke. Da han så Jesus, løb han hen og bøjede sig ærbødigt for ham. Og Jesus spurgte ham: »Hvad er dit navn?« Han svarede ham: »Legion er mit navn, for vi er mange.« (Mark 5,9). Jesus uddrev så dæmonerne fra manden og tillod dem, på opfordring, at gå i en flok svin, som de efterfølgende styrtede ud fra en klippe og i havet, hvor de druknede.

## Ekstern henvisning
- Bibelen Online Markusevangeliet kapitel 5, vers 1-20;
- Bibelen Online Lukasevangeliet kapitel 8, vers 26-39;
- Bibelen Online Matthæusevangeliet kapitel 8, vers 28-34

| Religion | Spire Denne religionsartikel er en spire som bør udbygges. Du er velkommen til at hjælpe Wikipedia ved at udvide den. |